# Tidjane Salaün
Tidjane Abdoul Salaün (Paris, 10 de agosto de 2005) é um jogador francês de basquete profissional que atualmente joga no Charlotte Hornets da National Basketball Association (NBA).
Ele jogou profissionalmente pelo Cholet Basket da Liga Francesa antes de ser selecionado pelos Hornets como a sexta escolha geral no draft da NBA de 2024.

## Carreira profissional

### Cholet Basket
Salaün começou a jogar pelo time juvenil do Cholet Basket na liga francesa sub-21 em 2021. Em fevereiro de 2023, ele foi convidado a participar do Basketball Without Borders durante o All-Star Weekend.
Em maio do mesmo ano, Salaün foi nomeado o MVP do Trophée du Futur de 2023 tendo médias de 17,7 pontos e 7,3 rebotes. Ele assinou seu primeiro contrato profissional com o time sênior do Cholet Basket em 10 de julho de 2023.
Durante a temporada de 2023–24, Salaün atuou pelo time sênior do Cholet Basket na Liga Francesa e na Liga dos Campeões, e terminou a temporada com médias de 9,6 pontos, 3,9 rebotes e 1,0 roubo de bola.

### NBA
Em 25 de abril de 2024, Salaün anunciou que havia se declarado para o draft da NBA de 2024; sua entrada foi confirmada pela NBA em 2 de maio.

#### Charlotte Hornets (2024–Presente)
Em 26 de junho de 2024, Salaün foi selecionado pelo Charlotte Hornets como a sexta escolha geral no draft da NBA de 2024. Ele foi escolhido ao lado dos compatriotas franceses Zaccharie Risacher (escolhido pelo Atlanta Hawks como a primeira escolha geral) e Alex Sarr (escolhido pelo Washington Wizards como a segunda escolha geral), tornando a França a primeira nação estrangeira a ter pelo menos três jogadores nativos escolhidos nas 10 primeiras posições de qualquer draft da NBA. Ele foi o segundo jogador mais jovem de sua classe. Em 3 de julho de 2024, ele assinou um contrato de 4 anos e US$34 milhões com os Hornets.

## Carreira na seleção
Salaün jogou pela Seleção Francesa no EuroBasket Sub-18 de 2023.

## Vida pessoal
Os pais de Salaün jogaram basquete. Sua irmã, Janelle Salaün, joga na Euroliga Feminina e pela Seleção Francesa Feminina. Ele é descendente de Guadalupe.